# بوولیس کورتر (مریلند)
بوولیس کورتر (به انگلیسی: Bowleys Quarters) شهری در ایالت مریلند کشور ایالات متحده آمریکا است که جمعیت آن در سرشماری سال ۲۰۱۰ میلادی، ۶٬۷۵۵ نفر بوده‌است.